# Monsieur Bout-de-Bois
Pour plus de détails, voir Fiche technique et Distribution.
Monsieur Bout-de-Bois (Stick Man) est un court métrage d'animation britannique réalisé par Jeroen Jaspaert et Daniel Snaddon. Diffusé pour la première fois à la télévision en 2015, il a aussi été projeté au cinéma par la suite.

## Synopsis
Monsieur Bout-de-Bois mène une existence paisible dans son arbre avec Madame Bout-de-Bois et leur famille, composée de trois enfants. Un matin, il part pour son footing matinal. Un chien, qui le prend pour un simple bâton, l'attrape et l'emporte. C'est le début d'une série d’aventures qui vont le mener très loin de chez lui...

## Fiche technique
- Titre original : Stick Man
- Titre français : Monsieur Bout-de-Bois
- Réalisation : Jeroen Jaspaert et Daniel Snaddon
- Scénario : Jeroen Jaspaert et Max Lang
- Musique : René Aubry
- Montage : Robin Sales
- Production : Michael Rose et Martin Pope
- Société de production : Magic Light Pictures
- Société d'animation : Triggerfish Animation
- Pays d'origine :  Royaume-Uni
- Langue originale : anglais
- Durée : 27 minutes
- Dates de sortie :
  - Royaume-Uni : 25 décembre 2015
  - France : 13 juin 2016 (Festival international du film d'animation d'Annecy)

## Distribution

### Version originale
- Martin Freeman : Stick Man
- Jennifer Saunders : la narratrice
- Russell Tovey : Dog
- Sally Hawkins : Stick Lady et autres personnages additionnels
- Rob Brydon : Snail, le gardien du parc, le chien-cygne, la grenouille, le père à la plage, le crabe et le chat
- Hugh Bonneville : le père Noël
- Anouska White
- Eve Bentley
- Ben Jenkinson
- Elliot Kelly
- Isabel Ainsworth
- Eden Muckle

### Version française
- Colette Sodoyez : la narratrice
- Sébastien Hébrant : Monsieur Bout-de-Bois
- Sophie Landresse : Madame Bout-de-Bois
- Benoît Van Dorslaer : le père Noël
- Clarisse de Vinck : fillette Bout-de-Bois
- Igor Van Dessel : garçon Bout-de-Bois
- Achille Dubois : bébé Bout-de-Bois
- Marie du Bled
- Delphine Chauvier
- Philippe Allard
- Alain Eloy

## Distinctions
- Festival international du film d'animation d'Annecy 2016 : Cristal de la meilleure production télévisuelle
- BAFTA Children's Awards 2016 : nomination comme meilleure production d'animation